# Kolicita
La kolicita és un mineral de la classe dels fosfats. Rep el nom en honor del Sr. John A. Kolic (Dover, Nova Jersey, EUA, 30 de setembre de 1943 - Andover, Nova Jersey, EUA, 3 d'octubre de 2014), expert miner de la mina Sterling, a Ogdensburg.

## Característiques
La kolicita és un arsenat de fórmula química Mn2+
7Zn₄(AsO₄)₂(SiO₄)₂(OH)₈. Cristal·litza en el sistema ortoròmbic. La seva duresa a l'escala de Mohs és 4,5.
Segons la classificació de Nickel-Strunz, la kolicita pertany a «08.BE: Fosfats, etc. amb anions addicionals, sense H₂O, només amb cations de mida mitjana, (OH, etc.):RO₄ > 2:1» juntament amb els següents minerals: augelita, grattarolaïta, cornetita, clinoclasa, arhbarita, gilmarita, allactita, flinkita, raadeïta, argandita, clorofenicita, magnesioclorofenicita, gerdtremmelita, dixenita, hematolita, kraisslita, mcgovernita, arakiïta, turtmannita, carlfrancisita, sinadelfita, holdenita, sabel·liïta, jarosewichita, theisita, coparsita i waterhouseïta.

## Formació i jaciments
Va ser descoberta a la mina Sterling, situada a la localitat d'Ogdensburg, al districte miner de Franklin del comtat de Sussex (Nova Jersey, Estats Units). També ha estat descrita a la propera mina Franklin, situada a la localitat homònima. Aquests dos indrets són els únics de tot el planeta on ha estat descrita aquesta espècie mineral.